# Zigenarbaronen
Zigenarbaronen (tyska: Der Zigeunerbaron) är en österrikisk operett i tre akter med musik av Johann Strauss d.y. som hade premiär på Theater an der Wien 24 oktober 1885. Librettot av Ignaz Schnitzer bygger på novellen Sáffi av Mór Jókai. 1885 publicerade Jokai romanen A cigánybáró (Zigenarbaronen) i vilken han använde sig av en utökad version av samma historia.
Trots att det är en operett var det ett avsteg från Strauss tidigare mer komiska och lättare verk; framvisande mer seriösa toner både musikaliskt och dramatiskt i vad musikforskaren Andrew Lamb beskrivit som "ett steg i Strauss strävan att komponera en äkta opera". Under kompositörens levnad åtnjöt operetten stor internationell framgång. Den anses som en av Strauss tre bästa scenverk jämsides Läderlappen (1874) och En natt i Venedig (1883).

## Historia
I november 1882 sände den tysk-ungerske författaren Ignaz Schnitzer (1839–1921) ett operettlibretto till Johann Strauss. Det blev ingenting av samarbetet den gången men den 31 januari 1883 informerade Strauss Schnitzer att han ansåg handlingen i librettot var för "tunt", men att han hoppades få ett mer lämpligt material från honom snart. Sent i november 1882 for Strauss till Budapest där han skulle dirigera föreställningar av sin operett Det lustiga kriget (1881). Som sin reskamrat hade han Adèle Strauss, den unga änkan som han skulle gifta sig med 1887. Enligt Adèle var det under denna resa som hon uppmanade Johann att besöka den store ungerske författaren Mór Jókai för att diskutera möjligheten om ett gemensamt scenverk med ungerskt ämne. Den ungerske pressen rapporterade den 5 december 1882 att Strauss två gånger hade bevistat konserter med ungersk folkmusik och att han själv spelade ungerska stycken på piano hos politikern Gusztáv von Tarnóczy (1843–1906), som var gift med Ida Gutman, Adèles kusin.
I början av februari 1883 återvände Johann och Adèle Strauss till Budapest för ytterligare föreställningar av Det lustiga kriget. Strauss träffade ånyo Jókai för att lägga upp planerna på deras kommande projekt. I november samma år bestämde sig Strauss för att komponera musik till ett libretto byggt på Jókais roman Sáffi. Vidare bestämdes det att titeln skulle vara Der Zigeunerbaron och att Jókai skulle skicka prosatext på tyska till Schnitzer i Wien som skulle skriva om den till sångtexter. Jókais roll i operettens framväxande har visat sig vara större än man tidigare trott. Han erbjöd inte bara sin roman (tillsammans med ett scenario för första akten) som bas för Schnitzers libretto, utan försåg Schnitzer med ett komplett libretto. Jókai skapade också två humoristiska karaktärer (Ottokar och Zsupán) vilka inte återfanns i romanen. Vidare föreslog han ungerska musikmotiv för Strauss, däribland ett som återfinns i akt II, "Werberlied" (Nr. 12½). Strauss å sin sida verkar inte ha börjat komponera musiken förrän i februari 1884 och han gjorde så långsamma framsteg att Schnitzer den 28 juni 1884 skrev till Jókai: "Strauss gör endast små framsteg, och han vill inte förbinda sig till att färdigställa verket till slutet av januari [1885]... På onsdag ska jag besöka honom - om han inte ger mig ett besked då, så måste jag, med tungt hjärta, säga upp kontraktet med honom. Om så sker kanske Franz von Suppé kan komponera; han skulle utlova garantier att en premiär kunde bli av tidigt i februari. Jag har sagt till Strauss att inga fler ändringar i texten ska göras..."

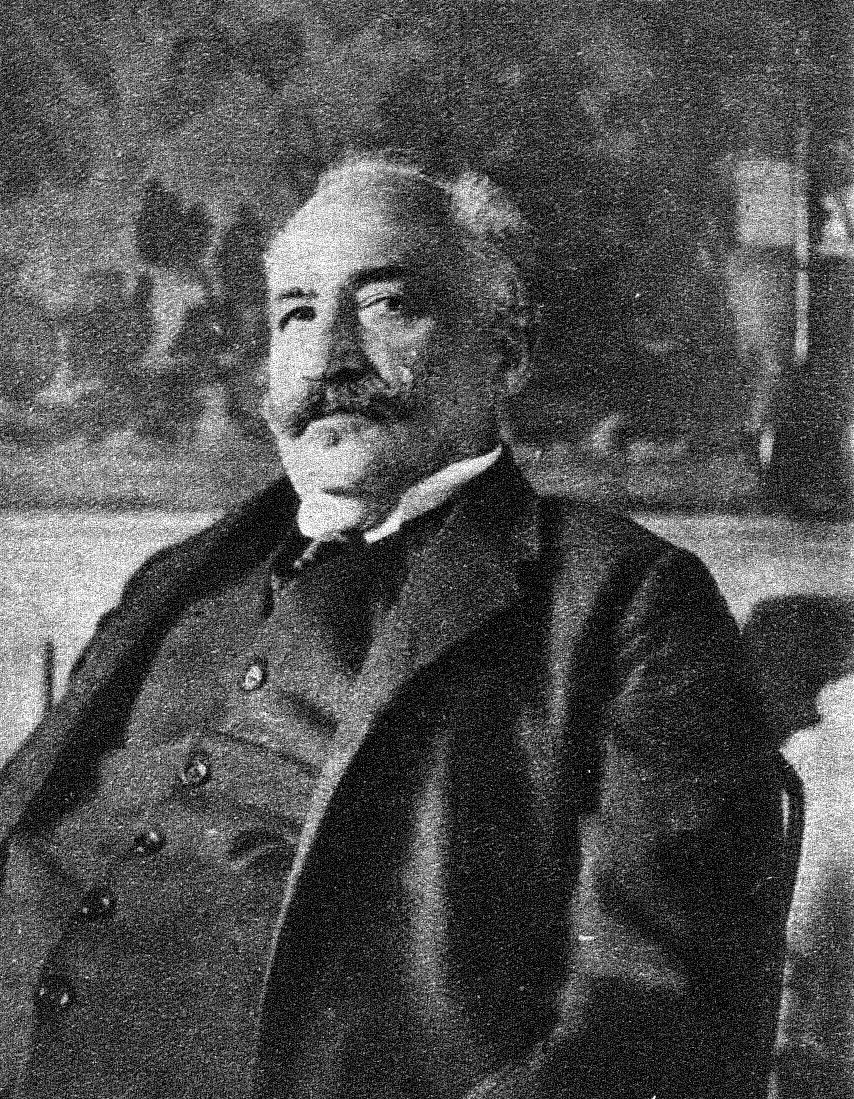
Ignaz Schnitzer

Strauss arbetade längre tid med musiken till Zigenarbaronen än något annat verk dittills. Arbetet avbröts hösten 1883 då Strauss kände sig överansträngd och läkare sände honom på en åtta veckor lång vistelse till kurorten Franzensbad i Böhmen. Han fick endast lov att arbeta två timmar varje dag, däremellan var notpappren inlåsta. Men Strauss skrev ner flera av melodierna på manschetterna. Efter sin återkomst till Wien berättade han för Schnitzer om ett annat trick som han använt: "De sista veckorna kan Du tro att jag grundligt lurade min läkare! Jag fick endast lov att spatsera och inte arbeta med något som helst. Men vet Du vad jag gjorde? Jag lärde mig några av verserna utantill. Och så gick jag och spatserade som jag skulle, men samtidigt komponerade jag." Tredje akten skrev Strauss i Ostende, dit läkaren sedan skickade honom.
Baron Hofmann på Wiener Hofoper hade tänkt sig att Strauss verk skulle uruppföras på hans scen. Den före detta operachefen Franz Jauner planerade att övertaga ledningen för Theater an der Wien, där han i sin tur tänkt öppna sitt ledarskap med Strauss senaste verk. Strauss var naturligtvis mycket tilltalad av tanken på att få taga steget från operettscenen till den Hovoperan. Zigenarbaronen utarbetades därför med tanke på operapublikens krav. På Theater an der Wien lyckades man till slut att övertrumfa Hovoperan i fråga om ensemble och utstyrsel. Inte minst med Jauners argument att operettscenernas antal var tiofalt fler än operascenerna, och att inkomsterna från en operett därför skulle bli betydligt större än en opera.
På generalrepetition gick allting galet och långt ifrån alla var övertygade om att det nya verket skulle bli en framgång. Premiären (som sammanföll med Strauss 60:årsdag) den 24 oktober blev dock en glansfull tillställning. Alla de stora sångnumren fick bisseras och ovationerna efter föreställningen överträffade allt vad Strauss upplevt under sina 14 år som operettkompositör. Musikkritikern i Fremden-Blatt skrev (25 oktober 1885): "Mannen som i decennier har förnöjt den musikälskande världen med sina skapelser verkar nu ha nått höjdpunkten på sin kreativa skapelsekraft". Reportern i Morgen-Blatt var lika entusiastisk: "Johann Strauss musik förvånade många. För det första är den mer omsorgsfullt utarbetad, mer rikt instrumenterad och mer signifikant i sin uppbyggnad än något av hans tidigare verk. För det andra gör den märkbara försök att närma sig operan, vilket kan ha varit librettots förtjänst... Den första finalen, med sin starka spänning, den energiska händelsestegringen och det effektiva sättet att använda alla färgerna på den musikaliska paletten, bryter av från operettens artistiska form och kunde stå för sig själv med den äran i en stor opera".
Till den 75:e föreställningen av Zigenarbaronen på Theater an der Wien hade Strauss arbetat om andra aktens final och där flätat in den ungerska folkmelodin och självständighetssymbolen, som brukar kallas Rákóczi March. Zigenarbaronen kom, med sina 477 föreställningar, att bli den mest framgångsrika av alla Straussoperetter på ursprungsscenen hemma i Wien. Endast Franz Lehárs operett Glada änkan med 483 framträdanden fram till den 28 juni 1931 uppvisar en större framgång för Theater an der Wien.

## Uppförandehistorik

### Österrike och Tyskland
Zigenarbaronen hade premiär på Theater an der Wien 24 oktober 1885 och blev snabbt en internationell succé. Den bibehöll sin popularitet under återstoden av Strauss levnad. Struass fortsatte att ändra och stryka material från partituret efter premiären. En uppsättning 1990 på Opernhaus Zürich med dirigenten Nikolaus Harnoncourt återinsatte musik från originaluppsättningen under ledning av Strausspecialisten Norbert Linke. Denna version hade inte spelats sedan originaluppsättningen 1885 och skivmärket Teldec släppte en inspelning av föreställningen med Harnoncourt 1995.
Verket har regelbundet satts upp på operahus i Österrike och Ungern sedan premiären. Den ungerska premiären ägde rum på "Folkets teater" (Népszínház) i Budapest våren 1886 med Strauss som dirigent. I september 1901 satte Theater an der Wien upp en kritisk laddad nypremiär av operetten iscensatt av teaterns dåvarande chef Wilhelm Karczag vid en tid då österrikisk operett till största delen hade blivit utkonkurrerad av verk från England. Uppsättningen fastställde Zigenarbaronens plats på operettkanon och erbjöd publiken att se den populäre sångaren Alexander Girardi i en repris av rollen som Kálmán Zsupán från originalversionen. Denna iscensättning av operetten gjorde ett stort intryck på Franz Lehár, och hade en avgörande inverkan på hans operett Glada änkan (1905).
Verket sattes upp på Wiener Hofoper 26 december 1910 under musikalisk ledning av Felix Weingartner. Samma operahus iscensatte en påkostad uppsättning av verket 1976. Operetten ingår i repertoaren på Wiener Volksoper. 1999 sattes operetten upp på flera operahus i Wien med anledning av att det var 100 år sedan Strauss avled; inklusive Wiener Staatsoper, Wiener Volksoper, Wiener Kammeroper och Theater an der Wien.

### Svenska uppsättningar
Zigenarbaronen uppfördes första gången i Sverige på Djurgårdsteatern i Stockholm 8 augusti 1886. Den har också uppförts på Oscarsteatern 1910 samt på Stockholmsoperan med premiär 31 mars 1938..

Dekorationsskiss utförd av Carl Grabow.
Dekorationsskiss utförd av Carl Grabow.
Dekorationsskiss utförd av Carl Grabow.
Dekorationsskiss utförd av Carl Grabow.

Birger Schücker som Sándor Barinkay på Vasateatern 1901.
Ernst Svedelius som greve Homonay på Vasateatern 1901.
Inga Berentz som Arsena på Vasateatern 1901.
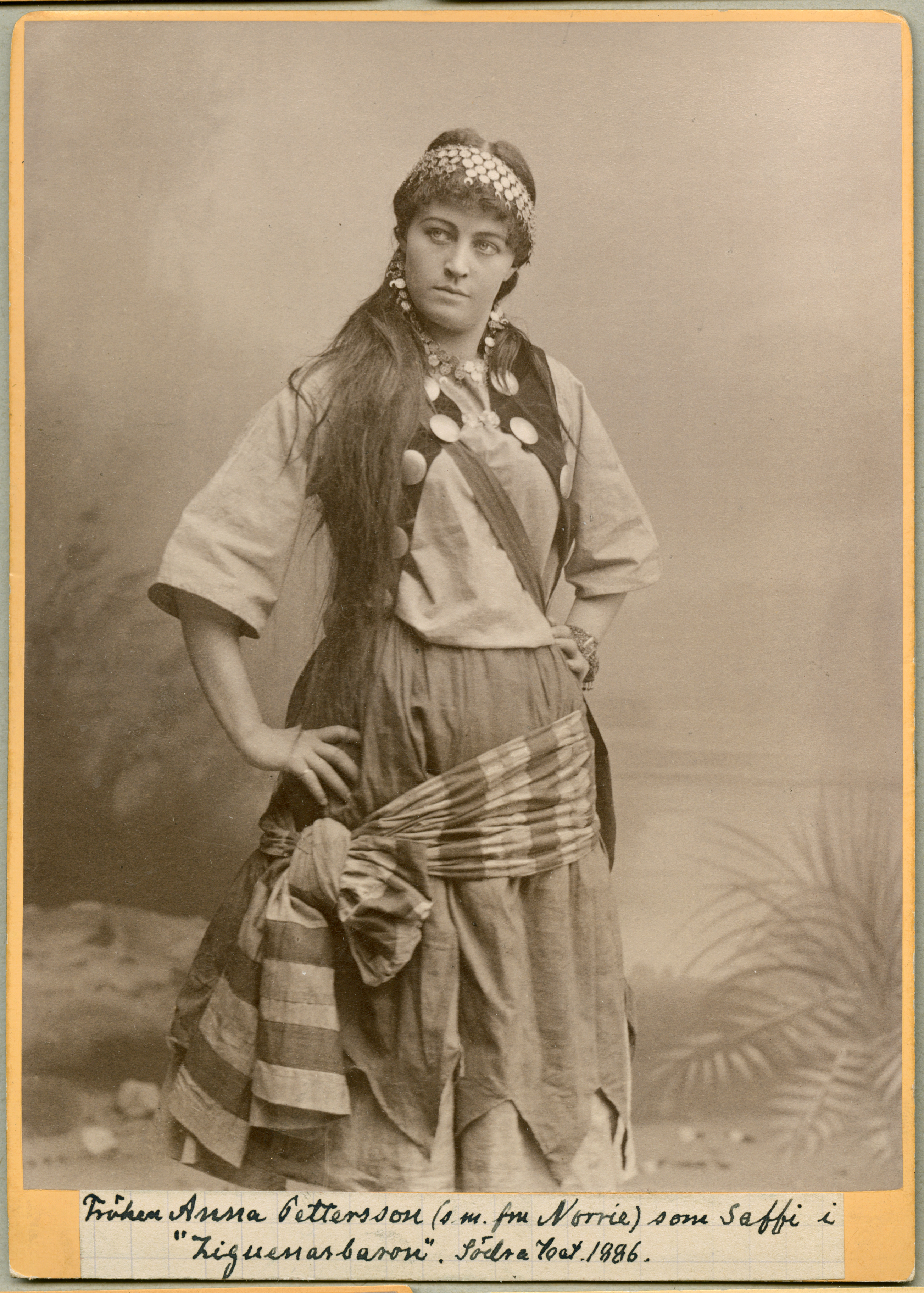
Anna Norrie som Saffi på Södra teatern 1886.

## Personer

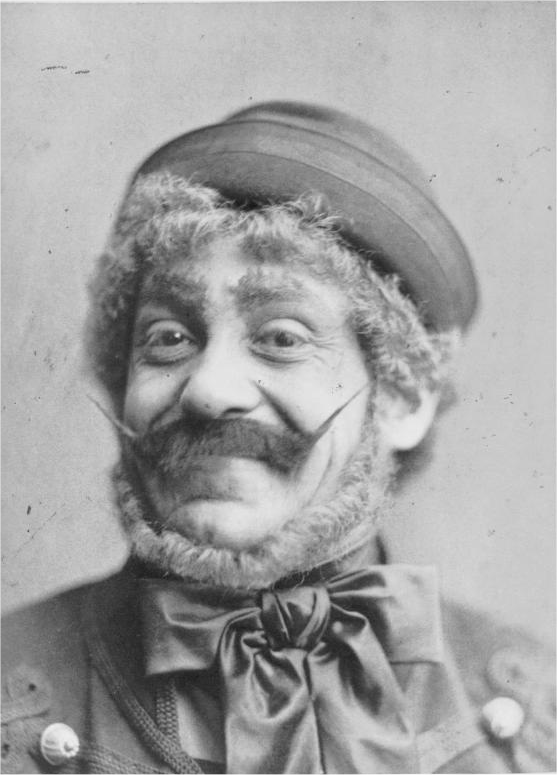
Alexander Girardi som Kálmán Zsupán.

| Roller | Stämma      | Premiärbesättning 24 oktober 1885 Dirigent: Johann Strauss II |
| --- | ----------- | ------------------------------------------------------------- |
| Greve Peter Homonay, Guvernör av Temeşvar Eyalet                                                                   | baryton     | Josef Josephi                                                 |
| Greve Carnero, polismästare                                                                                        | tenor       | Herr Friese                                                   |
| Sándor Barinkay, ungersk godsägare                                                                                 | tenor       | Karl Streitmann                                               |
| Kálmán Zsupán, en rik grisuppfödare från Banatet-distriktet                                                        | tenor       | Alexander Girardi                                             |
| Arsena, hans dotter                                                                                                | sopran      | Frk Reisser                                                   |
| Mirabella, hennes guvernant                                                                                        | mezzosopran | Fru Schäfer                                                   |
| Ottokar, Mirabellas son                                                                                            | tenor       | Herr Holbach                                                  |
| Czipra, en zigenerska                                                                                              | mezzosopran | Frk Hartmann                                                  |
| Saffi,, en zigenarflicka                                                                                           | sopran      | Ottilie Collin                                                |
| Pali, en zigenare                                                                                                  | baryton     | Herr Eppich                                                   |
| Borgmästaren i Wien                                                                                                | talroll     | Herr Liebold                                                  |
| Seppl, pojke som tänder gatulyktor                                                                                 | talroll     | Herr Horowitz                                                 |
| Miksa, en båtsman                                                                                                  | talroll     | Herr Schwellak                                                |
| István, Zsupáns tjänare                                                                                            | talroll     | Herr Hellwig                                                  |
| Józsi, Ferkó, Mihály, Jáncsi, zigenare, Irma, Tercsi, Aranka, Katicza, Julcsa, Etelka, Jolán, Ilka, Arsenas vänner |             |                                                               |

## Handling
Handlingen försiggår i Ungern under 1700-talet. 
Akt I
Den unge Sandor Barinkay, ättling av en rik ungersk familj, som fördrivits genom krig och ofred, återvänder hem. Släktgodset har under hans frånvaro övertagits av den rike svinuppfödaren Zsupán. Dennes vackra dotter Arsena väcker Barinkays uppmärksamhet. Men i hemlighet älskar hon Ottokar, son till Mirabella, hennes guvernant. Den gamla zigenarkvinnan Csipra, som bor i närheten tillsammans med sin unga dotter Saffi känner igen Barinkay som son till den gamle godsägaren. Hon samlar de andra zigenarna som utropar honom till "Zigenarbaron". Han förälskar sig i Saffi och håller bröllop med henne i faderns förfallna slott. 
Akt II
I en dröm ser Saffi en skatt som är gömd i slottet. Barinkay sätter i gång med att leta efter den och finner verkligen sin fars skatt under muren. Men Zsupán kommer i strid med Barinkay om skatten. Under ledning av officeren Homonay dyker plötsligt husarer fram, som skall värva soldater till kriget. Svinuppfödaren och hans dotters hemlige kärlek, Ottokar, låter sig övertalas att följa med värvarna. Då Csipra avslöjar hemligheten att Saffi är dotter till den siste turkiske ståthållaren beslutar sig också Barinkay att dra ut i kriget för att bli Saffi en värdig man. 
Akt III
I kriget uppträder Barinkay hjältemodigt. Han återvänder i spetsen för sina husarer. Som lön för sin tapperhet har han fått tillbaka sina egendomar och har dessutom blivit adlad. Nu kan han stolt föra med sig Saffi hem och Ottokar har också kommit helskinnad tillbaka. Tack vare Barinkay kan också Arsena gifta sig med sin älskade Ottokar.

## Musiken

### Akt I
- Nr. 1, Introduktion – "Das wär' kein rechter Schifferknecht" (Ottokar, Czipra, kör)
- Nr. 2, Entrée-Couplet – "Als flotter Geist" (Barinkay, kör)
- Nr. 3, Melodram och Ensemble – "So täuschte mich die Ahnung nicht" / "Ja, das Schreiben und das Lesen" (Czipra, Saffi, Barinkay, Carnero, Zsupán)
- Nr. 4, Couplet – "Just sind es vierundzwanzig Jahr" (Mirabella, kör) [Nr. 4 stryks ofta i föreställningar och inspelningar.]
- Nr. 5, Ensemble – "Dem Freier naht die Braut" (Arsena, Barinkay, Zsupán, Carnero, Mirabella, kör)
- Nr. 5a, Sortie – "Ein Falter schwirrt ums Licht" (Arsena)
- Nr. 6, Zigeunerlied – "So elend und so treu" (Saffi)
- Nr. 7, Final I – "Arsena! Arsena!" (Saffi, Arsena, Czipra, Mirabella, Barinkay, Ottokar, Zsupán, Carnero, kör)

### Akt II
Entr'acte
- Nr. 8, Terzett – "Mein Aug' bewacht" (Saffi, Czipra, Barinkay)
- Nr. 9, Terzett – "Ein Greis ist mir im Traum erschienen" (Saffi, Czipra, Barinkay)
- Nr. 10, Ensemble – "Auf, auf, vorbei ist die Nacht!" (Pali, kör)
- Nr. 11, Duett – "Wer uns getraut" (Saffi, Barinkay)
- Nr. 12, Couplet – "Nur keusch und rein" (Carnero) [Nr. 12 stryks ofta i föreställningar och inspelningar.]
- Nr. 12 1/2, Werberlied – "Her die Hand, es muß ja sein" (Homonay, kör)
- Nr. 13, Final II – "Nach Wien!" (Saffi, Czipra, Mirabella, Arsena, Barinkay, Ottokar, Carnero, Homonay, Zsupán, Chor)

### Akt III
Entr'acte
- Nr. 14, Kör – "Freuet euch!" (Kör) [Nr. 14 stryks ofta i föreställningar och inspelningar.]
- Nr. 15, Couplet – "Ein Mädchen hat es gar nicht gut" (Arsena, Mirabella, Carnero)
- Nr. 16, Marsch-Couplet – "Von des Tajo Strand" (Zsupán, Chor)
- Nr. 17, Intågsmarsch – "Hurra, die Schlacht mitgemacht!" (Kör)
- Nr. 18, Final III – "Heiraten! Vivat!" (Saffi, Czipra, Mirabella, Arsena, Barinkay, Ottokar, Homonay, Zsupán, kör)

## Musikaliskt återbruk
Under många år hade familjen Strauss gjort reklam för olika kompositörers operor och operetter genom att sammanställa egna orkesterverk med teman från verken. I och med Indigo und die 40 Räuber påbörjade Johann Strauss ett liknande tillvägagångssätt men denna gång med sina egna operetter. Utifrån musiken till Zigenarbaronen sammanställde han sammanlagt sex separata orkesterverk:
- Brautschau-Polka, Polka, Opus 417
- Schatz-Walzer, Vals, Opus 418
- Kriegsabenteuer, Schnellpolka, Opus 419
- Die Wahrsagerin, Polkamazurka, Opus 420
- Husaren-Polka, Polka, Opus 421
- Zigeunerbaron-Quadrille, Kadrilj, Opus 422

## Diskografi (urval)
- Der Zigeunerbaron. Schwarzkopf, Gedda, Kunz, Prey. Philharmonia Choir and Orchestra. Ackermann, dirigent. Naxos mono 8.11329/30.[18]